# جوش روزنتال
جوش روزنتال (بالإنجليزية: Josh Rosenthal)‏ هو مغن مؤلف أمريكي، ولد في 13 يناير 1983.

## روابط خارجية
- جوش روزنتال على موقع IMDb (الإنجليزية)